# Dzierzba białoczelna
Dzierzba białoczelna, dzierzba afrykańska, dzierzba maskowa (Lanius nubicus) – gatunek małego ptaka z rodziny dzierzb (Laniidae). Występuje od wschodniej Grecji i Bułgarii przez Turcję i Cypr po Izrael i zachodni Iran (góry Zagros). Wędrowny, zimuje w Afryce Subsaharyjskiej i w południowo-zachodniej części Półwyspu Arabskiego. Nie wyróżnia się podgatunków.
Morfologia
Długość ciała 17–18,5 cm; masa ciała 14,5–30 g (zwykle około 20–23 g).
Biotop
Preferuje naturalne otwarte lasy z krzewami i polanami, lubi duże pojedyncze drzewa. Gniazduje w różnych typach świetlistych lasów liściastych, iglastych i mieszanych lub w zaroślach makii lub podobnych. Zwykle nie występuje na terenach otwartych lub w pobliżu miejsc zamieszkanych przez ludzi, ale lokalnie pojawia się w gajach cytrusowych i oliwnych, sadach, winnicach, ogrodach itp.
Rozród

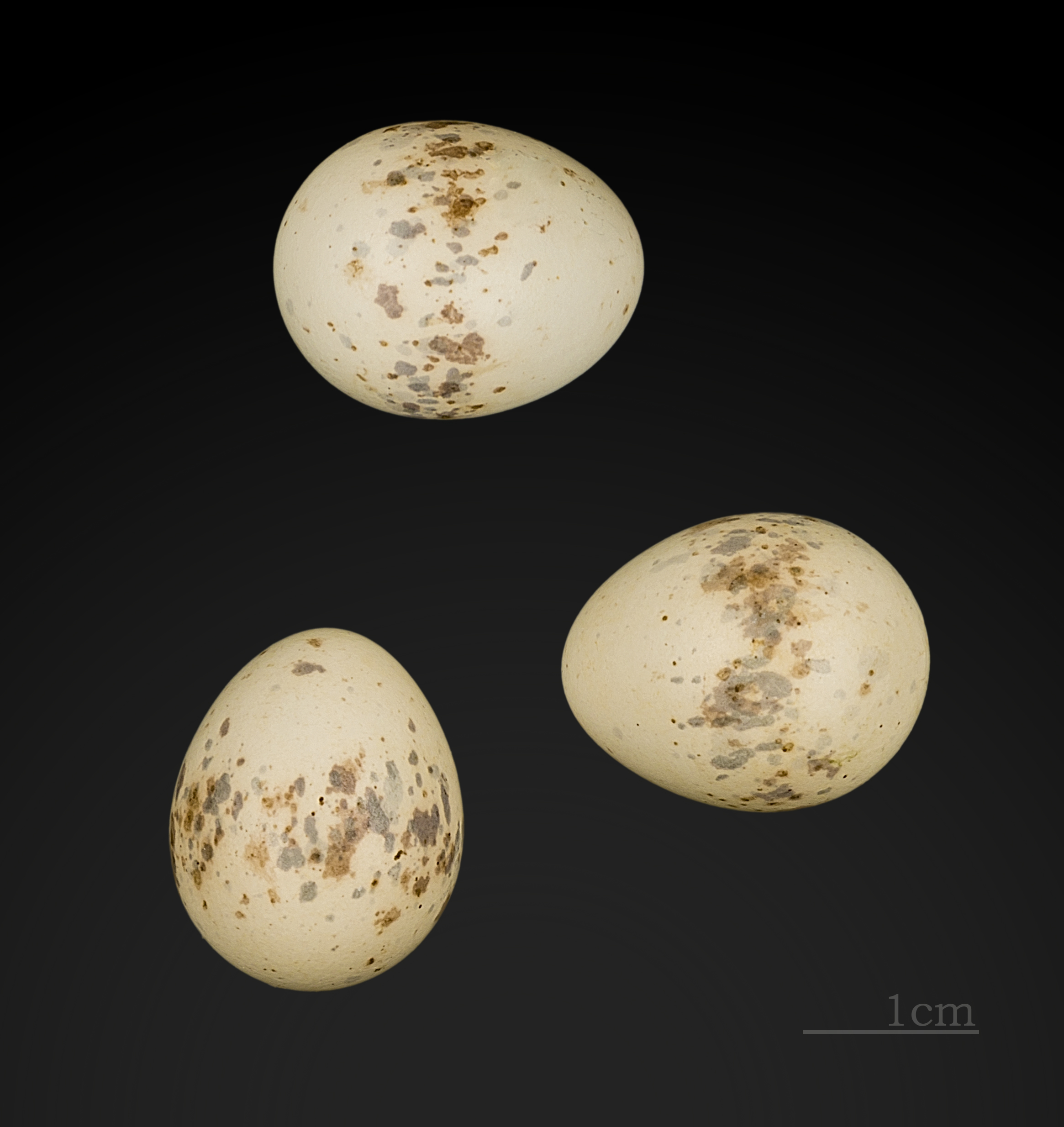
Jaja

Jest to ptak monogamiczny. Budową gniazda zajmują się oba ptaki z pary. Sezon składania jaj trwa od kwietnia do połowy czerwca. Gniazdo jest umiejscowione w rozwidleniu gałęzi lub na bocznej gałęzi drzewa,  czasami w gęstym (często ciernistym) krzaku. Jest stosunkowo małe, otwarte, starannie zbudowane z korzonków, gałązek, łodyg i mchu, w środku wyłożone sierścią lub materiałami sztucznymi, z zewnątrz ozdobione porostami. W zniesieniu zazwyczaj 4–6 jaj.
Pożywienie
W skład diety dzierzby białoczelnej wchodzą głównie koniki polne i chrząszcze, ale żywi się ona również innymi owadami i drobnymi kręgowcami, takimi jak jaszczurki czy małe ptaki wróblowe.
Status
Międzynarodowa Unia Ochrony Przyrody (IUCN) uznaje dzierzbę białoczelną za gatunek najmniejszej troski (LC – least concern) nieprzerwanie od 1988 roku. Liczebność światowej populacji szacuje się na około 121–348 tysięcy dorosłych osobników. Trend liczebności populacji uznawany jest za spadkowy. W Europie prawdopodobnie główną przyczyną spadku populacji jest degradacja preferowanych przez ten gatunek siedlisk. Podczas migracji dzierzba białoczelna narażona jest na odstrzał w Turcji, na Bliskim Wschodzie i w Afryce. Lokalnie jest prześladowana w Grecji i Syrii, ponieważ jest tam uznawana za ptaka przynoszącego nieszczęście.